# Epiplema albidaria
Epiplema albidaria är en fjärilsart som beskrevs av Walker 1866. Epiplema albidaria ingår i släktet Epiplema och familjen Uraniidae. Inga underarter finns listade i Catalogue of Life.